# Iryna Schuk
Iryna Henadseuna Schuk (belarussisch Ірына Генадзеўна Жук; englisch Iryna Zhuk; * 26. Januar 1993 in Hrodna als Iryna Jakalzewitsch belarussisch Якалцэвіч; englisch Yakaltsevich) ist eine belarussische Leichtathletin, die sich auf den Stabhochsprung spezialisiert hat.

## Sportliche Laufbahn
Erste Erfahrungen bei internationalen Wettkämpfen sammelte Iryna Schuk bei den 2010 erstmals ausgetragenen Olympischen Jugendspielen in Singapur und belegte dort im B-Finale den zweiten Platz. 2012 schied sie bei den Juniorenweltmeisterschaften in Barcelona mit 3,95 m in der Qualifikation aus. 2015 verpasste sie bei den U23-Europameisterschaften im estnischen Tallinn als Vierte nur knapp eine Medaille. 2016 qualifizierte sie sich für die Europameisterschaften in Amsterdam und belegte dort im Finale den zwölften Platz. Wenige Wochen später schied sie bei den Olympischen Spielen in Rio de Janeiro mit 4,15 m in der Qualifikation aus. 
2017 wurde sie Zwölfte bei den Halleneuropameisterschaften in Belgrad und belegte bei der Team-Europameisterschaft in Frankreich den zweiten Platz im Hochsprung. Mit ihren dort übersprungenen 4,60 m qualifizierte sie sich auch für die Weltmeisterschaften in London, bei denen sie ohne eine übersprungene Höhe in der Qualifikation ausschied. Bei der Sommer-Universiade in Taipeh siegte sie vor Annika Roloff, denn die ließ an zweiter Stelle liegend die 4,45 m aus, was vermutlich ein taktischer Fehler war, denn Schuk hatte über diese Höhe drei Fehlversuche. Mit übersprungenen 4,45 m hätte Roloff Gold errungen, musste nun aber 4,50 m bewältigen, was ihr jedoch nicht gelang. Im Jahr darauf belegte sie bei den Europameisterschaften in Berlin mit übersprungenen 4,55 m im Finale den siebten Platz und bei den Leichtathletik-Halleneuropameisterschaften 2019 in Glasgow wurde sie mit 4,65 m Sechste. Im Sommer gelangte sie bei den Weltmeisterschaften in Doha bis in das Finale und klassierte sich dort mit einer Höhe von  4,70 m auf dem siebten Platz. 2021 steigerte sie den Landesrekord in Aubière auf 4,73 m und gewann anschließend bei den Halleneuropameisterschaften in Toruń mit einer Höhe von 4,65 m die Bronzemedaille hinter der Schweizerin Angelica Moser und Tina Šutej aus Slowenien. Anfang Juni siegte sie mit 4,65 m beim Memoriál Josefa Odložila und wurde bei der Golden Gala Pietro Mennea in Florenz mit 4,71 m Zweite und bei der Bauhaus-Galan in Stockholm wurde sie mit 4,61 m Dritte. Im August erreichte sie bei den Olympischen Sommerspielen in Tokio das Finale und belegte dort mit 4,50 m den geteilten achten Platz.
Im Februar 2022 steigerte sie den belarussischen Landesrekord in Liévin auf 4,80 m.
In den Jahren 2013, von 2015 bis 2017 sowie 2019 und 2020 wurde Schuk belarussische Meisterin im Stabhochsprung im Freien sowie 2012 und von 2015 bis 2019 und 2022 auch in der Halle. Am 21. April 2017 heiratete sie den belarussischen Zehnkämpfer Wital Schuk und startet seitdem unter dem Namen Schuk.